# 姬象牙貝
姬象牙貝（学名：Graptacme acicula）为象牙貝科姬象牙貝屬下的一个种。